# Sitana schleichi
Sitana schleichi là một loài thằn lằn trong họ Agamidae. Loài này được Anders & Kästle mô tả khoa học đầu tiên năm 2002.